# بات أوهارا وود
بات أوهارا وود (بالإنجليزية: Pat O'Hara Wood)‏ مواليد 30 أبريل 1891 في ملبورن - الوفاة 30 ديسمبر 1961 في ريتشموند، فيكتوريا، أستراليا، كان لاعب كرة مضرب أسترالي بدأ مسيرته كمحترف سنة 1913 وكان يلعب باليد اليمنى، اعتزل اللعب في 1929. كما أنه أحد أبطال الجراند سلام. أعلى تصنيف له في الفردي كان المركز الـ 7 في سنة 1922.

## بطولات حققها
- بطولة ويمبلدون

## روابط خارجية
- بات أوهارا وود على موقع رابطة محترفي التنس (الإنجليزية)
- بات أوهارا وود على موقع الاتحاد الدولي لكرة المضرب (الإنجليزية)
- بات أوهارا وود على موقع كأس ديفيز (الإنجليزية)
- بات أوهارا وود على موقع بطولة ويمبلدون (الإنجليزية)